# Централен плаж (Варна)
Централният плаж е плаж на Черно море в град Варна, разположен под централния вход на Морската градина, между Рибарския (Северния) и Южния плаж. Простира се на 500 метра дължина. Плажът е охраняван през целия летен сезон, на него работят медицински пунктове. На разположение на плажуващите са платени шезлонги и чадъри, има обособена и малка безплатна зона. Плажът разполага с душове и съблекални.

## Градски транспорт
Най-близката спирка на градския транспорт е до спирка „Фестивален комплекс“ (с автобусни линии 17а, 20 и 39).